# Pseudomys fumeus
Pseudomys fumeus — вид гризунів родини Muridae, що походить із південно-східної Австралії.

## Морфологічна характеристика
Вид досягає довжини голови й тулуба від 85 до 100 міліметрів і довжини хвоста від 110 до 145 міліметрів. Вага коливається від 45 до 86 грамів. Хутро зверху переважно димчасто-сірого кольору. Особи з національного парку Грампіанс мають трохи темніше забарвлення. Низ від світло-сірого до білуватого. Лапи, а також вуха і кінчик носа рожеві. Хвіст сіро-рожевого кольору має кілька білих волосків.

## Спосіб життя
Тварини риють підземні нори під кущами, поваленими колодами або камінням. У раціон входять насіння, ягоди, підземні гриби, квіти та деякі безхребетні, зокрема метелик-сова Agrotis infusa. Розмноження відбувається сезонно, переважно з жовтня по січень.

## Загрози й охорона
Здається, чисельність цього виду швидко скоротилася після заселення Австралії європейцями. Загрози включають зміни у флористичному складі чагарникової та наземної рослинності через невідповідний протипожежний режим та, можливо, інтродукцію кореневої гнилі (Phytophthora cinnamomi), яка вражає багато видів рослин, характерних для її середовища проживання. Виду значно загрожують інтродуковані руді лисиці (Vulpes vulpes), дикі собаки (Canis lupus dingo) і здичавілі домашні коти (Felis catus). Втрата та фрагментація середовища існування внаслідок розчищення землі та заготівлі деревини може сприяти локальному зменшенню.
Більшість місць, де повідомлялося про P. fumeus, зараз перебувають у заповідниках, включаючи національні парки Грампіанс, Альпійський, Кроаджінгалонг, Намаджі, Костюшко та Південно-Східні ліси. Популяції також є в лісовиробничих лісах. На територіях лісогосподарської діяльності навколо відомих ділянок створені зони відчуження. Багато дій у плані відновлення виду було виконано. Протягом останніх десятиліть є програма обстеження та дослідження, спрямована на цей вид, і певне управління націлене на цей вид широко, включно з деякими широкими програмами боротьби з хижаками та боротьби з пожежами.